# Szórád
A Szórád szláv eredetű régi magyar személynév. A Szent István korában Magyarországra érkezett lengyel hitvallónak, Remete Szent Andrásnak az eredeti, latinosan Zoeardus formában írt nevéből ered. III. Béla király jegyzője szerint Árpád fejedelem egyik vezérének neve, utónévként innen újították fel a 19. században.[forrás?]

## Rokon nevek
- Szalárd:[1] szláv eredetű régi magyar személynév, valószínűleg összefügg a Szórád, Zoárd, Zuárd nevekkel.[3]
- Szólát:[1] a Szórád régi magyar alakváltozata.[2]
- Zoárd:[1] régi magyar személynév, valószínűleg a Szórád alakváltozata. Női párja: Zoárda.[4]
- Zuárd:[1] a Zoárd alakváltozata.[5]

## Gyakorisága
Az 1990-es években a Szórád, Szólát, Szalárd, Zoárd és Zuárd egyaránt szórványos név volt, a 2000-es években nem szerepelnek a 100 leggyakoribb férfinév között.

## Névnapok
Szórád, Szólát
- július 13.[2]
- július 17.[2]

Szalárd
- július 17.[3]

Zoárd, Zuárd
- július 17.[4]
- december 3.[4]
- december 30.[4]

## Híres Szórádok, Szólátok, Szalárdok, Zoárdok, Zuárdok
- Geőcze Zoárd magyar matematikus
- A Zoárd nemzetség az Árpád-kori nemzetségek egyike volt

## Szórádok, Szólátok, Szalárdok, Zoárdok, Zuárdok az irodalomban
Kisfaludy Károly egyik balladájának címe Zuárd
Karczag György Zúgó nyilak című regényében Zoárdnak hívják az egyik vitézt, aki a muhi csatában a főszereplő, Ernye fegyverhordozója lett
Lázár Ervin A Négyszögletű Kerek Erdő regényének egyik szereplője Nagy Zoárd